# Gerhard Moehring
Gerhard Moehring (* 28. März 1921 in Lörrach; † 29. Januar 2023 ebenda) war ein deutscher Lehrer, Heimatforscher und Autor länderübergreifender Literatur am Oberrhein. Er war Spätheimkehrer des letzten Krieges, wurde Lehrer und war zusätzlich Leiter des Museums am Burghof Lörrach.

## Leben
Moehring wurde als Sohn des Gymnasialprofessors für Altphilologie Gustav Moehring geboren. Seine Schulbildung schloss er im Hebel-Gymnasium Lörrach mit dem Abitur 1939 ab. Das anschließende Studium der Forstwissenschaften an der Universität Freiburg musste er wegen der Einberufung zum Kriegsdienst nach dem Vorexamen abbrechen.
Während des Krieges gegen die Sowjetunion gehörte er der 14. Panzer-Abwehrkompanie des Infanterie-Regimentes 436 (132. Infanterie-Division) an, wo er zum Kompaniechef avancierte, am 9. Mai 1945 in sowjetische Kriegsgefangenschaft geriet und am 18. Oktober 1955 heimkehrte. Moehring gehörte zu den 10.000 Gefangenen, die Josef Stalin als Faustpfand in der Auseinandersetzung des Kalten Krieges festhielt. Erst durch die Intervention Konrad Adenauers im Oktober 1955 kam es zur Heimkehr der Zehntausend. Die Heimkehrer-Geschichte Moehrings und Utensilien von ihm aus jener Zeit sind im Haus der Geschichte in Stuttgart ausgestellt.
1956 studierte Moehring an der Pädagogischen Hochschule in Freiburg. Nach Abschluss des verkürzten Studiums begann er seine Lehrerlaufbahn 1957 in Steinen. Von 1959 bis 1967 unterrichtete er an der Fridolinschule in Lörrach-Stetten, wo er als Sportlehrer auch Trainer von Ottmar Hitzfeld war. 1967 wechselte er nach Obertüllingen zur Jugendhilfeeinrichtung Tüllinger Höhe und wurde hier 1971 stellvertretender Schulleiter.
Im Nebenberuf war er 30 Jahre Leiter des Museums am Burghof sowie in der Bodendenkmalpflege in Lörrach und in der landesweiten Denkmalschutzbehörde tätig. Zusätzlich war Moehring auch stellvertretender Leiter des Museumsverbandes Baden-Württemberg. Ab 1961 verfasste er Beiträge zur Geschichte Lörrachs, u. a. auch in der Regionalpresse wie der Badischen Zeitung und den Zeitungen des Verlagshauses Jaumann sowie dem von ihm und Walter Jung herausgegebenen Jahrbuch Unser Lörrach. Auch das Autorenregister der Zeitschrift des Geschichtsvereins Markgräflerland, Das Markgräflerland, weist über 50 Beiträge Moehrings auf.
Für seine herausragende Tätigkeit in der Gesellschaft erhielt Gerhard Moehring im Januar 2020 die Lisa-Rees-Medaille der Stadt Lörrach.  Zu den zahlreichen weiteren Ehrungen zählt die Ehrenmitgliedschaft des Rotary Club Lörrach sowie die Auszeichnung mit der Paul Harris Medaille von Rotary International. Sein Sohn Markus Moehring war von 1991 bis 2023 Leiter des Dreiländermuseums in Lörrach.

## Publikationen (Auswahl)
- 1991ː Lörrach in alten Ansichten
- 2001ː Chronik Lörrach-Hauingen
- 2001ː 1250 Jahre Röttler Kirche, Band 1/2001 der Zeitschrift Das Markgräflerland, herausgegeben vom Geschichtsverein Markgräflerland, Schopfheim, ISBN 3-932738-17-9 Digitalisat der UB Freiburg
- 2006ː Kleine Geschichte der Stadt Lörrach, G. Braun, Karlsruhe, ISBN 978-3-7650-8347-1 (2. Auflage: Der Kleine Buch Verlag, Karlsruhe, 2016, ISBN 978-3-7650-1422-2)
- 2007ː Geschichte der Juden in Lörrach, G. Braun, Leinfelden-Echterdingen, ISBN 978-3-7650-8347-1

## Auszeichnungen und Ehrungen (Auswahl)
- 1943: Mehrere Auszeichnungen während des Krieges, darunter das Eiserne Kreuz 1. Klasse
- 1980: Ehrenurkunde für 40 Jahre Tätigkeit im öffentlichen Dienst in Baden-Württemberg
- 1980: „Hebeldank“ des Hebelbundes Lörrach
- 1981: Kandidat für den Europapreis der Museen in Stockholm, nominiert von 30 europäischen Museen
- 1991: Verdienstmedaille des Landes Baden-Württemberg
- 1993: Bundesverdienstkreuz der Bundesrepublik Deutschland am Bande
- 2005: Paul Harris Fellow von Rotary International
- 2007: Bürgermedaille der Bürgerstiftung Lörrach
- 2020: Lisa-Rees-Medaille Lörrach